# Região Geográfica Imediata de Uruguaiana
A Região Geográfica Imediata de Uruguaiana é uma das 43 regiões imediatas do estado brasileiro do Rio Grande do Sul, uma das 3 regiões imediatas que compõem a Região Geográfica Intermediária de Uruguaiana e uma das 509 regiões imediatas no Brasil, criadas pelo IBGE em 2017. É composta de 4 municípios.

## Municípios
| Município       | População (2010) | População (2022) | PIB (em mi, 2019) | PIB per capta (2019) |
| --------------- | ---------------- | ---------------- | ----------------- | -------------------- |
| Alegrete        | 77 653           | 71 945           | R$ 2 138 004      | R$ 29 053            |
| Barra do Quaraí | 4 012            | 4 053            | R$ 171 383        | R$ 40 660            |
| Manoel Viana    | 7 072            | 6 732            | R$ 268 162        | R$ 36 740            |
| Uruguaiana      | 125 435          | 115 100          | R$ 2 885 239      | R$ 22 724            |
| Total           | 214 172          | 197 830          | R$ 5 462 788      | R$ 25 759,00         |